# Спечели среща с Тед Хамилтън
„Спечели среща с Тед Хамилтън“ (на английски: Win a Date with Ted Hamilton!) е американска романтична комедия от 2004 г. на режисьора Робърт Лукетич, по сценарий на Виктор Левин, и участват Кейт Босуърт, Тофър Грейс, Джош Дъмел, Шон Хейс и Нейтън Лейн.
Името „Тед Хамилтън“ се разглежда като кръстоска между имената на екранните идоли Таб Хънтър и Джордж Хамилтън.